# Anarquismo y marxismo
El anarquismo (particularmente el anarcocomunismo, anarquismo socialista y colectivista) y el marxismo son las dos ramas principales en las que se dividió históricamente el socialismo en el siglo XIX. Ambos han realizado una crítica al sistema capitalista y han buscado una alternativa para sustituir a este. Las relaciones entre anarquistas socialistas y marxistas no han sido siempre fáciles puesto que pese a compartir su crítica hacia el capitalismo, han manifestado visiones diferentes manteniendo varios puntos de discordia. Para Karl Marx las ideas de Pierre-Joseph Proudhon eran, según su opinión, las propias de la pequeña burguesía francesa de su época. Asimismo Mijaíl Bakunin se enfrentó con Marx en los debates de la Primera Internacional por la cuestión del derecho de herencia. Para el primero era imprescindible su abolición, para el segundo era una idea secundaria pues la abolición de la propiedad privada de los medios de producción llevaría implícita la desaparición de la herencia.
A continuación se examinan algunas de estas divergencias entre los anarquistas (particularmente los anarcosocialistas de las corrientes históricas) y los marxistas en diversas cuestiones, así como también los puentes tendidos en los últimos tiempos por corrientes como el situacionismo y el marxismo autónomo.

## Puntos de discordia entre anarquistas y marxistas
Desde el anarquismo socialista se dice, respecto al marxismo entendido solo en su versión predominante (marxismo-leninismo), que la libertad no se puede alcanzar mediante la dictadura, el bienestar no se puede alcanzar desde la miseria, la participación activa del pueblo no se puede alcanzar desde un centralismo absoluto, la solidaridad no se puede imponer a la fuerza, el humanismo no se logra desconociendo las características e intereses de los individuos, así como la abundancia, independencia y equidad económica no se puede lograr monopolizando la propiedad por parte del Estado.

### Economía
El anarquista Benjamin Tucker comenta sobre las diferencias entre Karl Marx y los anarquistas como Pierre-Joseph Proudhon y Josiah Warren sobre la concepción del capital y por lo tanto la solución para superar el capitalismo:

Marx [...] resolvió el problema al declarar al capital una cosa diferente del producto, y mantener que el capital pertenecía a la sociedad, que debe ser capturado por ésta y empleado para el beneficio de todos por igual. Proudhon, por el contrario, despreció esta distinción entre capital y producto. Mantuvo que capital y el producto no son diferentes clases de riqueza, sino simplemente condiciones o funciones alternativas de la misma riqueza; que toda la riqueza sufre una incesante transformación de capital a producto y, nuevamente, de producto a capital,
Benjamin Tucker, Socialismo de Estado y anarquismo: en qué coinciden y en qué difieren

Por su parte el Diccionario soviético de filosofía comenta del anarquismo:

El anarquismo no va más allá de las frases generales contra la explotación, no comprende cuáles son las causas de esta última, ni la lucha de clases como fuerza creadora para la realización del socialismo.

Los anarquistas ven que el capitalismo plutocrático se sustenta en el Estado o en alguna forma de coerción, es decir en los privilegios otorgados por el poder político, mientras que para los marxistas el capitalismo es un fenómeno económico antes que político.

Engels dejó claro que el capital tenía una prioridad superior al Estado en la secuencia de causa y efecto y dibujó la línea entre marxistas y anarquistas en esta cuestión. En una carta del 4 de septiembre de 1867, Engels resumió convenientemente la diferencia entre los anarquistas y socialistas de Estado: "Ellos dicen 'abolid el Estado y el capital se irá al demonio'. Nosotros proponemos hacer al revés". Engels fue bastante acertado al dibujar la línea donde lo hizo. Como los liberales clásicos, los socialistas libertarios (incluyendo tanto a los laissez-fairistas como Benjamin Tucker como los colectivistas como Bakunin) vieron la explotación como imposible sin el poder de un Estado para aplicar la coerción. Las clases dirigentes sólo funcionan a través del Estado.
Kevin Carson, Teorías austriaca y marxista del capital monopólico. Una síntesis mutualista

En el anarcocapitalismo también se han llegado a ubicar paralelismo, salvando las diferencias, entre las tesis más libertarias de la teoría marxista y las de la Escuela austríaca.

### El Estado
Los politólogos modernos generalmente definen al Estado según la propuesta de Max Weber de 1918 en la que este es una institución de gobierno centralizada y jerárquica que mantiene un monopolio sobre el uso de la violencia legítima. Esa definición es aceptada por casi todas las escuelas de pensamiento político incluyendo el anarquismo. El marxismo tiene una definición del Estado diferente, donde este es un instrumento de represión de una clase social sobre las demás clases. Para los marxistas, cualquier Estado es básicamente una dictadura de una clase sobre las demás clases. Así, en la teoría marxista, cuando desaparezca la diferenciación de clases, el Estado también lo hará. Engels lo resumén así:
Bakunin sostiene que es el Estado el que ha creado el capital, que el capitalista no tiene su capital más que en favor del Estado. Por lo tanto, como el Estado es el mal principal, es sobre todo el Estado el que debe ser eliminado y entonces el capitalismo se irá al infierno de sí mismo. Nosotros, por el contrario, decimos: acabemos con el capital, la apropiación de todos los medios de producción en manos de unos pocos, y El Estado se desmoronará por sí mismo.
Sin embargo, hay algunos puntos de vista convergentes. Los anarquistas creen que cualquier Estado sería dominado inevitablemente por una élite política y económica, con lo que efectivamente sería un instrumento para la dominación de clase. Los marxistas creen que una represión de clase efectiva requiere una capacidad superior para ejercer la violencia, y todas las sociedades anteriores al socialismo son gobernadas por una clase minoritaria, así que en la teoría marxista, cualquier Estado no socialista tendrá las características atribuidas a todos los estados por los anarquistas y demás corrientes políticas.

### Las clases sociales
Tanto para los anarquistas como para los marxistas los análisis de clases se basan en la idea de que la sociedad está dividida en diferentes clases sociales, cada una con unos diferentes intereses de acuerdo a sus circunstancias materiales. Difieren, sin embargo, en el lugar donde se dibuja la línea divisoria entre esos grupos.
Para los marxistas, las dos clases más relevantes son la burguesía (propietarios de los medios de producción) y el proletariado (trabajadores asalariados). Marx creía que las circunstancias únicas de los trabajadores industriales les incitaría a organizarse y tomar el Estado y los medios de producción a la clase propietaria, colectivizándolos y creando una sociedad sin clases, administrada por y para los trabajadores. No consideró a los campesinos, los pequeños burgueses o pequeños propietarios y el lumpemproletariado (los desempleados y el estrato más bajo del proletariado) como elementos capaces para la revolución.
El análisis de clases anarquista es anterior al marxista y difiere de este. Los anarquistas argumentan que no es la totalidad de la clase dirigente la que actualmente tiene el control del Estado, sino una minoría que es parte de la clase dirigente, que defiende sus propios intereses y preocupaciones, principalmente conservar el poder. Una minoría revolucionaria que tome el poder del Estado y lo imponga al pueblo sería tan autoritaria como la minoría dirigente en el capitalismo, y podría constituirse a sí misma en una clase dirigente. Esto fue predicho por Bakunin mucho antes de la Revolución Rusa y la caída de la Unión Soviética.
También, los anarquistas han comentado que para que una revolución triunfe se necesita el apoyo del campesinado, y eso sólo se puede lograr redistribuyendo la tierra entre los campesinos sin tierra y minifundistas. Esto es, se rechaza explícitamente la colectivización forzosa de la tierra, aunque la colectivización voluntaria se considera más eficiente y se apoya. Por ejemplo durante la Revolución Española, los anarquistas impulsaron centenares de colectividades pero solamente una minoría controlaba toda la tierra, a los pequeños campesinos se les permitió trabajar la tierra individualmente siempre que no utilizasen trabajadores asalariados.
El anarquista estadounidense Michael Albert, exponente del Parecon, ha criticado al marxismo por no considerar lo que él llama la clase "coordinadora" (gerencial) la cual emerge cuando los propietarios de los medios de producción delegan a administradores asalariados el manejo de sus empresas. Albert mira cómo esta debilidad del marxismo es causa del autoritarismo, el burocratismo y el centralismo de los países del este de Europa bajo el régimen de "socialismo real".

### Origen histórico de las divergencias
En su libro ¿Qué es la propiedad?, Pierre-Joseph Proudhon, con argumentos históricos, jurídicos, y económicos, procura demostrar que la propiedad sobre ciertos bienes en el orden político presente es un acto de robo, Proudhon identifica la propiedad como un derecho inalienable de todo individuo que justamente el orden económico político no respeta en pos de beneficiar a unos pocos. Proudhon critica el concepto de la renta como la idea de exigir algo a cambio de nada. Identifica por vez primera a una parte de la población (los obreros) como los productores de riqueza, y a otra como los usurpadores de esa riqueza (la burguesía). Concluye que esta apropiación de propiedad sólo puede ser posible a través de una imposición jurídica por parte del Estado. Por lo tanto, según Proudhon, los ciudadanos nunca estarán libres de la expoliación hasta que desaparezca el Estado. 
Proudhon consideraba que un cambio violento apenas implicaría un cambio de gobierno, y que no modificaría las relaciones sociales en nada. Estas tendrían que ser modificadas gradualmente por la sociedad. En Sistema de contradicciones económicas o filosofía de la miseria, Proudhon afirma que después de haber provocado el consumo de productos por la abundancia de productos, las sociedades estimulan la escasez por el bajo nivel de los salarios. Esta idea es conocida con el nombre de “crisis de supeproducción subconsumo”.
En 1847 Marx escribe La miseria de la filosofía en la que critica a Proudhon y da inicio al conflicto entre dos corrientes laboralistas que empezaban a definirse en la Primera Internacional y cuya división continúa hasta hoy. El principal desacuerdo fue que para Proudhon y Mijaíl Bakunin, otro teórico anarquista, la revolución sería imposible sin la abolición inmediata del estado, mientras que para Marx y Engels, el Estado podría ser una parte instrumental del proceso revolucionario. Y mientras que Proudhon y Bakunin rechazaban cualquier proceso autoritario en la revolución, Marx y Engels no lo hacían. Proudhon y Bakunin rechazaron la comunidad de bienes y la repartición por necesidades por identificarlas como inviables o tendientes al parasitismo.